# Paul O'Connell
Paul Jeremiah O'Connell (Limerick, 20 de octubre de 1979) es un exjugador irlandés de rugby, que se desempeñó como segunda línea.
Paul O'Connell fue convocado a los British and Irish Lions para las giras a Nueva Zelanda 2005, Sudáfrica 2009; donde fue designado capitán, y Australia 2013.

## Selección de Irlanda

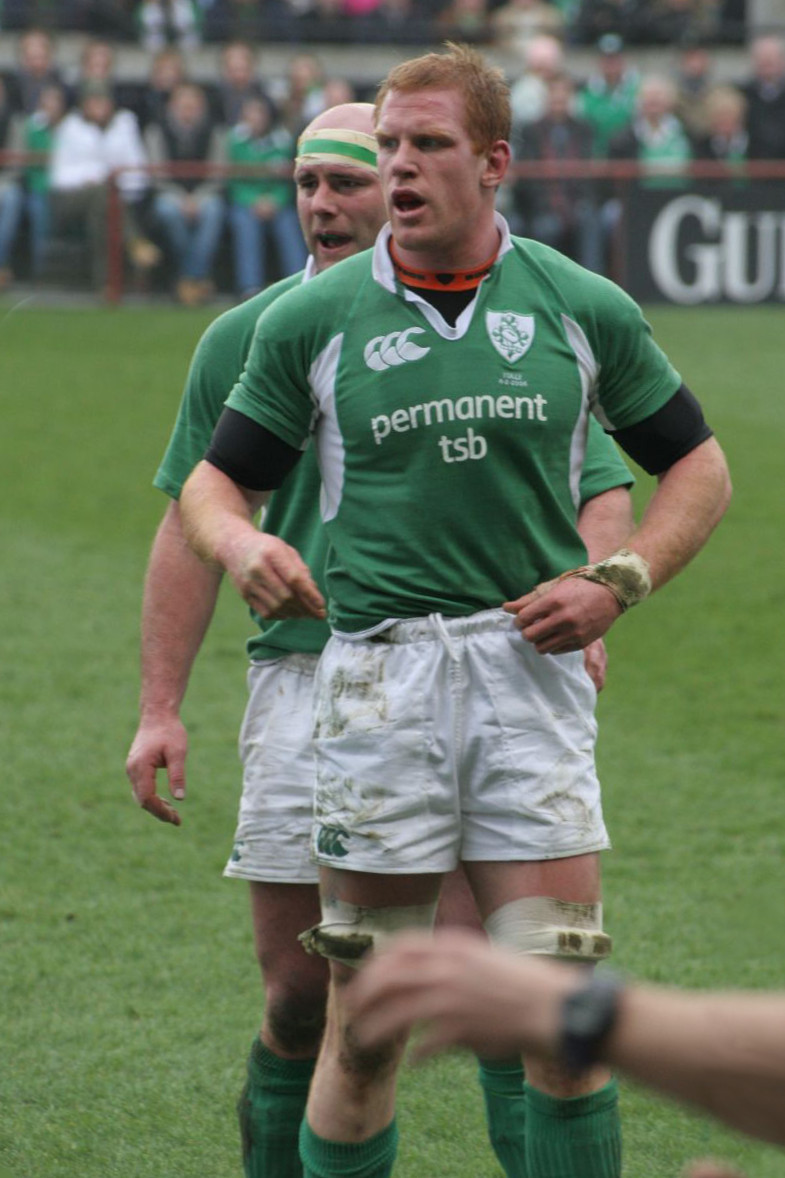
O'Connell en acción jugando para Irlanda.

Paul O'Connell ha jugado con la selección desde su debut en el Torneo de las Seis Naciones 2002, ha disputado tres Copas Mundiales y se ha proclamado campeón del Torneo de las Seis Naciones de 2009 con Grand Slam, dando la victoria a su país luego de 24 años y consiguiendo el primer Grand Slam desde el último en 1948, y el Seis Naciones 2014.
Seleccionado para jugar la Copa Mundial de Rugby de 2015, como capitán, salió de titular en el primer partido de la fase de grupos contra Canadá el 19 de septiembre de 2015. Después de sufrir una lesión justo antes del descanso durante el último partido de la fase de grupos, la victoria de Irlanda 24-9 sobre Francia en el Millenium Stadium de Cardiff, no pudo continuar en el torneo, y ello significó el fin de su brillante carrera internacional.
En febrero de 2016 a pesar de haber fichado por el campeón de Europa, el RC Toulon, O´Connell pone fin a su carrera deportiva por prescripción médica sin haber debutado con el club francés.

## Participaciones en Copas del Mundo
| Mundial                       | Sede          | Resultado        | PJ | Tries |
| ----------------------------- | ------------- | ---------------- | -- | ----- |
| Copa Mundial de Rugby de 2003 | Australia     | Cuartos de final | 5  | 0     |
| Copa Mundial de Rugby de 2007 | Francia       | Primera fase     | 4  | 0     |
| Copa Mundial de Rugby de 2011 | Nueva Zelanda | Cuartos de final | 4  | 0     |
| Copa Mundial de Rugby de 2015 | Inglaterra    | Cuartos de final | 4  | 0     |

## Palmarés
- Campeón de la Copa de Campeones de 2006 y 2008.
- Campeón del Torneo de las Seis Naciones 2009 (Grand Slam), 2014 y 2015.
- Campeón de la Liga Celta de 2003, 2009 y 2011.

## Galardones personales
- Designado como capitán de los British and Irish Lions para la gira a Sudáfrica 2009.
- Nominado a Mejor Jugador del Mundo en 2006.